# Coppa nordamericana di cricket 2025
La Coppa nordamericana di cricket 2025 si è svolta dal 19 al 27 aprile a George Town, alle Isole Cayman, al torneo hanno partecipato sei squadre.

## Squadre
| Bahamas | Bermuda | Canada | Isole Cayman | Stati Uniti |
| --- | --- | --- | --- | --- |
| - Marc Taylor (C) - Festus Benn - Renford Davson - Eugene Duff - Kevorn Hinds - Julio Jemison - Ashok Nair - Ricardo Patten - Mohamed Sarfudeen - Romaine Smith - Gregory Taylor - Dwight Wheatley | - Terryn Fray (C) - Onias Bascome - Derrick Brangman - Zeko Burgess - Alex Dore - Allan Douglas - Kevon Fubler - Jermal Proctor - Delray Rawlins - Dalin Richardson - Jarryd Richardson - Dominic Sabir - Marcus Scotland - Sinclair Smith | - Navneet Dhaliwal (C) - Dilpreet Bajwa - Saad Bin Zafar - Jaskaran Buttar - Mansab Gill - Akhil Kumar - Shreyas Movva (wk) - Ali Nadeem - Yuvraj Samra - Kaleem Sana - Shivam Sharma - Ravinderpal Singh - Sukhjinder Singh - Kanwarpal Tathgur (wk) - Harsh Thaker | - Conroy Wright (C) - Ramon Sealy (vc) - Jermaine Baker (wk) - Jahmeal Buchanan - Davion Codner - Sacha de Alwis - Romeo Dunka - Romario Edwards - Sam Foster - Alistair Ifill - Karthik Jayaraj - Demar Johnson - Akshay Naidoo - Rickel Walker - Adrian Wright | - Monank Patel (c, wk) - Jessy Singh (vc) - Akhilesh Bodugum - Ayan Desai - Shayan Jahangir (wk) - Rahul Jariwala - Aaron Jones - Sanjay Krishnamurthi - Milind Kumar - Yasir Mohammad - Saiteja Mukkamalla - Aarin Nadkarni - Saurabh Netravalkar - Ali Sheikh - Vatsal Vaghela |

## Fase a gironi

### Classifica
| Pos | Squadra      | G | V | P | T | NR | Pt | NRR    |
| --- | ------------ | - | - | - | - | -- | -- | ------ |
| 1   | Canada       | 4 | 4 | 0 | 0 | 0  | 8  | 3,291  |
| 2   | Stati Uniti  | 4 | 3 | 1 | 0 | 0  | 6  | 4,399  |
| 3   | Bermuda      | 4 | 2 | 2 | 0 | 0  | 4  | 0,052  |
| 4   | Isole Cayman | 4 | 1 | 3 | 0 | 0  | 2  | −1,550 |
| 5   | Bahamas      | 4 | 0 | 4 | 0 | 0  | 0  | −6,131 |

#### Partite
| 19 aprile 2025 Referto |

| Isole Cayman     | v | Stati Uniti      |
| 107/7 (20 overs) |   | 186/6 (20 overs) |
|                  |   |                  |

- Stati Uniti vincono il sorteggio e decidono di battere

| 19 aprile 2025 Referto |

| Bermuda          | v | Canada             |
| 105/8 (20 overs) |   | 108/5 (18.1 overs) |
|                  |   |                    |

- Bermuda vince il sorteggio e decide di battere

| 20 aprile 2025 Referto |

| Bahamas         | v | Stati Uniti      |
| 68/9 (20 overs) |   | 217/4 (20 overs) |
|                 |   |                  |

- Stati Uniti vincono il sorteggio e decidono di battere

| 20 aprile 2025 Referto |

| Isole Cayman     | v | Bermuda          |
| 107/8 (20 overs) |   | 137/5 (20 overs) |
|                  |   |                  |

- Bermuda vince il sorteggio e decidere di battere

| 21 aprile 2025 Referto |

| Bahamas         | v | Canada         |
| 41 (16.5 overs) |   | 46/0 (4 overs) |
|                 |   |                |

- Bahamas vince il sorteggio e decidere di battere

| 21 aprile 2025 Referto |

| Bermuda         | v | Stati Uniti      |
| 70 (16.3 overs) |   | 71/0 (5.4 overs) |
|                 |   |                  |

- Bermuda vince il sorteggio e decidere di battere

| 23 aprile 2025 Referto |

| Isole Cayman    | v | Canada             |
| 71 (17.1 overs) |   | 165/6 (20.0 overs) |
|                 |   |                    |

- Isole Cayman vince il sorteggio e decide di difendere

| 23 aprile 2025 Referto |

| Bahamas         | v | Bermuda          |
| 51 (13.3 overs) |   | 55/0 (8.5 overs) |
|                 |   |                  |

- Bahamas vince il sorteggio e decidere di battere

| 24 aprile 2025 Referto |

| Isole Cayman       | v | Bahamas           |
| 175/2 (20.0 overs) |   | 96/5 (20.0 overs) |
|                    |   |                   |

- Isole Cayman vince il sorteggio e decide di battere

| 24 aprile 2025 Referto |

| Canada           | v | Stati Uniti      |
| 184/7 (20 overs) |   | 167/8 (20 overs) |
|                  |   |                  |

- Canada vince il sorteggio e decide di battere

## Fase a eliminazione diretta
|  | Semifinali | Semifinali   | Semifinali         |             |                    | Finale             | Finale             | Finale |  |
|  |            |              |                    |             |                    |                    |                    |        |  |
|  | 1          | Canada       | 125/0 (13.3 overs) |             |                    |                    |                    |        |  |
|  | 1          | Canada       | 125/0 (13.3 overs) |             |                    |                    |                    |        |  |
|  | 4          | Isole Cayman | 122/8 (20.0 overs) |             |                    |                    |                    |        |  |
|  | 4          | Isole Cayman | 122/8 (20.0 overs) |             | 1                  | Canada             | 168/9 (20.0 overs) |        |  |
|  |            |              |                    |             | 1                  | Canada             | 168/9 (20.0 overs) |        |  |
|  |            |              | 2                  | Stati Uniti | 169/4 (19.1 overs) |                    |                    |        |  |
|  | 2          | Stati Uniti  | 2                  | Stati Uniti | 169/4 (19.1 overs) | 115/0 (14.0 overs) |                    |        |  |
|  | 2          | Stati Uniti  |                    |             |                    |                    |                    |        |  |
|  | 3          | Bermuda      | 114/7 (20.0 overs) |             |                    |                    |                    |        |  |

### Partite
Semifinale
| 26 aprile 2025 Referto |

| Canada             | v | Isole Cayman       |
| 125/0 (13.3 overs) |   | 122/8 (20.0 overs) |
|                    |   |                    |

- Isole Cayman vince il sorteggio e decide di battere

| 26 aprile 2025 Referto |

| Stati Uniti        | v | Bermuda      |
| 115/0 (14.0 overs) |   | 114/7 (20.0) |
|                    |   |              |

- Bermuda vince il sorteggio e decide di battere

Finale
| 27 aprile 2025 Referto |

| Canada             | v | Stati Uniti        |
| 168/9 (20.0 overs) |   | 169/4 (19.1 overs) |
|                    |   |                    |

- Canada vince il sorteggio e decidere di battere